# Ганс Гас
Ганс Гас (нім. Hans Haas, 17 жовтня 1906 — 14 травня 1973) — австрійський важкоатлет.
Олімпійський чемпіон 1928 року в категорії до 67,5 кг, срібний призер 1932 року в категорії до 67,5 кг.